# IFL vid Handelshögskolan i Stockholm AB

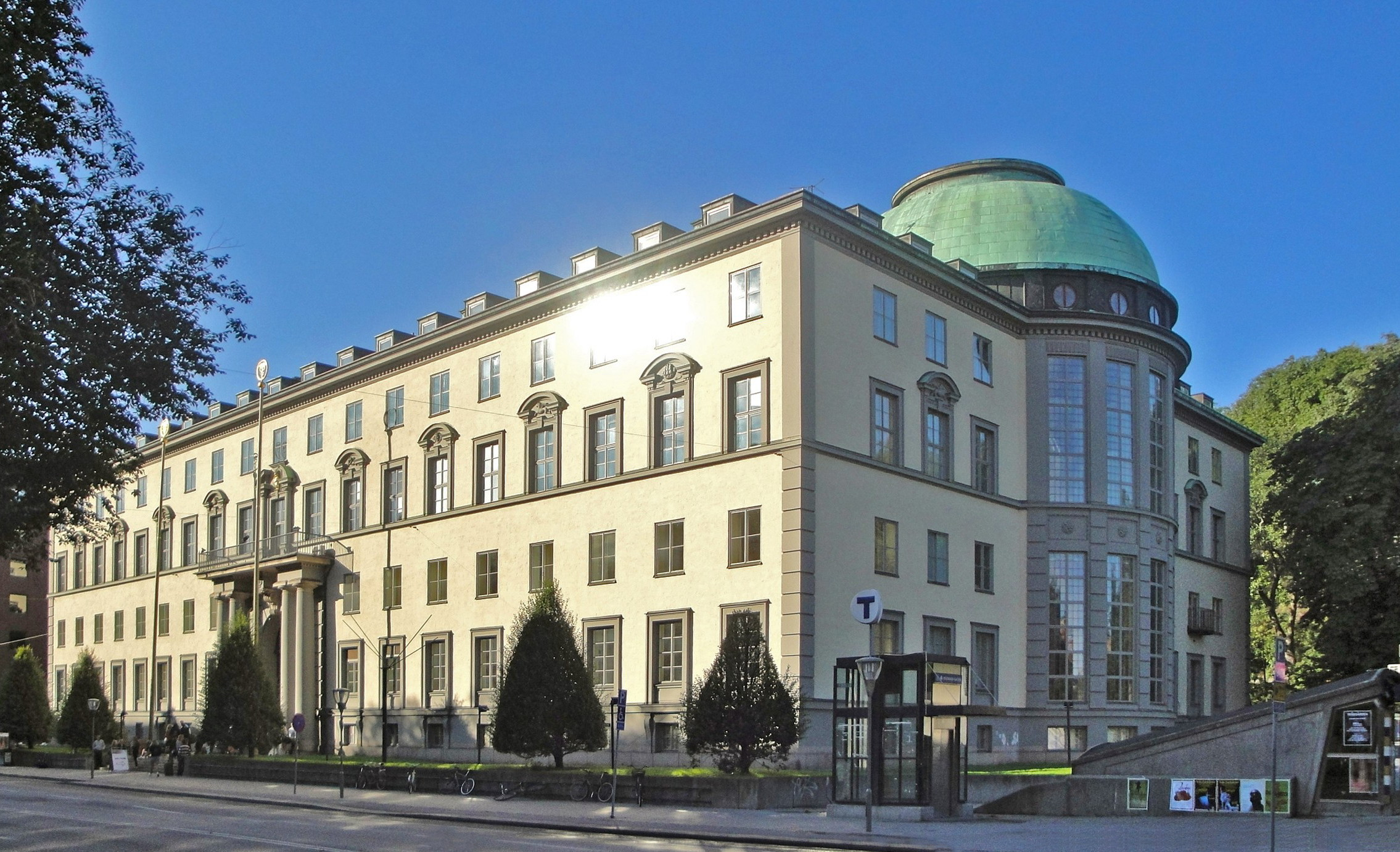
IFL vid Handelshögskolan i Stockholm är ett utbildningsföretag inom Handelshögskolan i Stockholm

IFL vid Handelshögskolan i Stockholm AB är ett utbildningsföretag grundat 1985 i Stockholm. Sedan december 2015 har företaget bytt namn till SSE Executive Education.
Företaget bedriver vidareutbildning, rådgivning och utvecklings-verksamhet inom områdena ledarskap, administration, ekonomi, teknologi, forskning och företagsamhet. Det fortbildar chefer genom företagsinterna program med ett företag som uppdragsgivare, konsortieprogram med flera företag som uppdragsgivare och öppna program som inte är knutna till specifika företag. Företaget verkar inom privat och offentlig sektor samt bedriver verksamhet i Sverige och internationellt.
Det har under flera år rankats som en av världens ledande institutioner vad gäller executive education (vidareutbildning för högre befattningshavare) av dagstidningen Financial Times, senast 2016. Företagets vd är Ingrid Engström, dess styrelseordförande är Karl-Olof Hammarkvist.

## Historia

### Stiftelsen IFL och bildandet av IFL vid Handelshögskolan i Stockholm 2004
Institutet för företagsledning (IFL) var en stiftelse som bedrev vidareutbildning för chefer och som från dess grundande 1969 varit knuten till Handelshögskolan i Stockholm. Staffan Burenstam Linder, rektor för Handelshögskolan i Stockholm 1986–1995, hade arbetat vid universiteten Columbia, Yale och Stanford i USA och tagit intryck av deras finansieringsmodell. Dessa hade grundat företag, vars avkastning gick till att finansiera undervisning och forskning vid universiteten. Handelshögskolan är en privat högskola och liksom de privata amerikanska universiteten beroende av finansiering från privata källor. Burenstam Linder var drivande bakom att högskolan, delvis i konkurrens med den egna stiftelsen IFL, grundade ett företag för utbildning av chefer, benämnt HHS Executive Education. Företaget var framgångsrikt och blev år 2000 delägare i Skogshem & Wijk Meetings Events, ett företag med två kurs- och konferensanläggningar, Skogshem och Wijk på Elfvikslandet på Lidingö. 

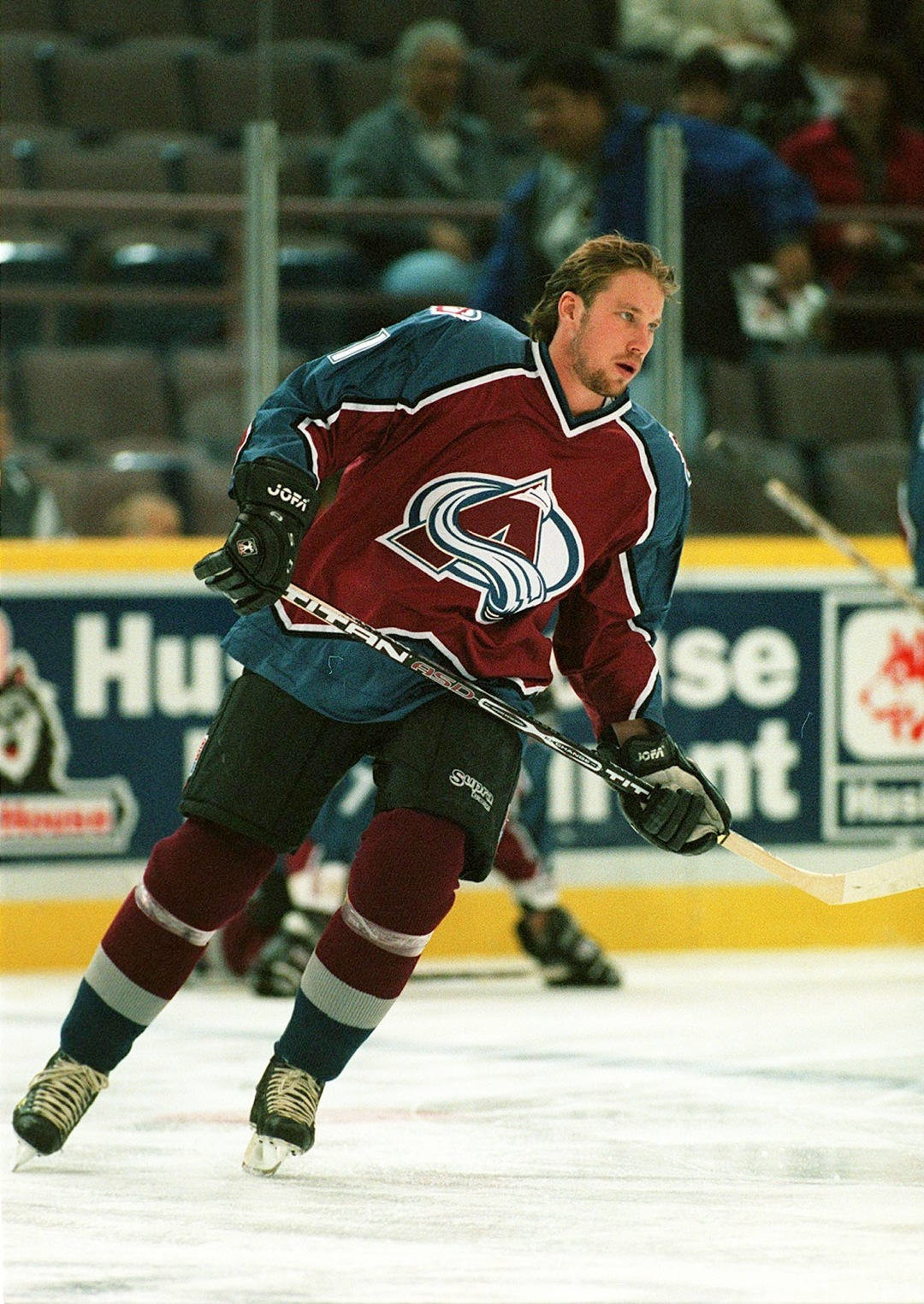
Peter Forsberg studerade vid IFL vid Handelshögskolan 2011

Hans Tson Söderström, adjungerad professor i makroekonomisk policyanalys vid högskolan sedan 1992 och vd för HHS Executive Education 2003–2004, var drivande bakom att högskolan 2004 förenade Institutet för företagsledning och HHS Executive Education till ett företag, IFL vid Handelshögskolan i Stockholm AB.
Sedan fusionen har företaget varit framgångsrikt, det har både expanderat i Sverige och internationellt, samt under flera års tid rankats som en av världens ledande institutioner vad gäller vidareutbildning för chefer (engelska: executive education) av den brittiska dagstidningen Financial Times (se nedan). Till företaget hör även IFL Kämpasten, med en kursgård vid sjön Mälarens strand i Sigtuna kommun, där man bedriver undervisning. År 2013 ingick man avtal med Byggherrarna, en intresseförening för professionella byggherrar, om att tillsammans utveckla och genomföra ett kvalificerat utbildningsprogram, benämnt Byggherre Master Class Diploma.

### Expansion i Sverige
IFL vid Handelshögskolan i Stockholm expanderade och tog 2005 över ett utbildningsinstitut i försäkringsbranschen, Institutet för försäkringsutbildning (IFU), grundat 1952. IFU ägde ett förlag, IFU förlag, som 2005 såldes till Studentlitteratur AB. IFU erbjuder idag program med inriktning mot chefs-, ledarskaps- och försäkringsutbildning samt affärsutveckling. Överskottet från verksamheten går till undervisning och forskning vid Handelshögskolan i Stockholm. Chef för IFU är Klas Ottosson.

### Expansion i andra länder
IFL vid Handelshögskolan i Stockholm inledde 2005 ett samarbete om ledarskapsutbildning med Svenska handelshögskolan i Helsingfors och Vasa i Finland. 2010 grundade de två organisationerna det samäga Hanken & SSE Executive Education Ab. Detta erbjuder utbildning inom ledarskap och management, strategi, organisatoriska förändringar, redovisning och finansiering samt marknadsföring till företag och organisationer.
IFL vid Handelshögskolan i Stockholm äger även IFL & SSE Russia Education AB, som i samarbete med Stockholm School of Economics in Russia bedriver utbildningsverksamhet i Ryssland.

## Rankning
IFL vid Handelshögskolan i Stockholms företagsanpassade executive education-utbildning rankades 2014 som Nordeuropas bästa, Europas 15:e bästa och världens 29:e bästa av den brittiska affärstidningen Financial Times. Som jämförelse kan nämnas Sloan School of Business vid MIT i Boston (31 i världen), Columbia Business School vid Columbia University i New York (37 i världen) och University of St Gallen i Schweiz (43 i världen). Bland övriga Nordeuropeiska högskolor och universitet märks Aaltouniversitetet i Finland (2 i Nordeuropa, 54 i världen) och NHH i Norge (3 i Nordeuropa, 71 i världen).

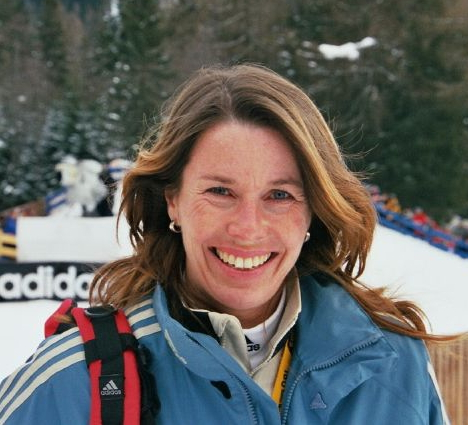
Magdalena Forsberg har studerat vid IFL vid Handelshögskolan i Stockholm

IFL:s öppna executive education-program rankades 2014 som Nordeuropas bästa, Europas 17:e bästa och världens 37:e bästa. Bland övriga nordeuropeiska högskolor och universitet märks NHH i Norge (plats 2 i Nordeuropa, 45 i världen) och Aaltouniversitetet i Finland (plats 3 i Nordeuropa och 52 i världen).

## Kända alumner
- Christina Bengtsson[11][12] (2011)

före detta skytt på elitnivå
- Magdalena Forsberg[11][12] (2011)

före detta skidskytt och längdåkare
vann Världscupen i skidskytte sex år i rad 1997–2002
6 VM-guld
Jerringpriset 1997, 1998, 2000 och 2001 (gällande rekord)
- Peter Forsberg[11][12] (2011)

före detta professionell ishockeyspelare i Elitserien och NHL
- Mattias Jonson (2011)

fotbollsspelare i Sveriges herrlandslag i fotboll 1996–2006 och i Djurgårdens IF 2005–2011.